# 葉蓬

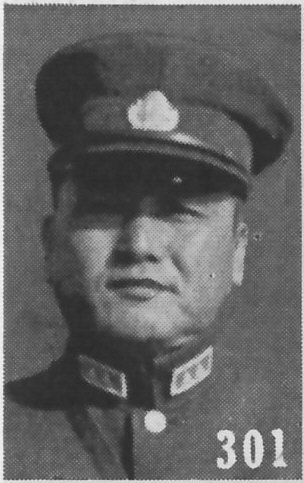
葉蓬

葉蓬（1897年—1947年9月18日），号孛孛、一忠，湖北省汉阳府黄陂縣人，中華民國以及汪精卫政权的軍事人物。

## 事跡
1917年進入保定陸軍軍官學校學習。1919年成為砲兵科第6期的畢業生。
1930年，升任武漢警備司令部少将参謀長。1932年，任湖北警備旅旅長兼武漢警備司令部司令。1934年4月，兼任武漢市公安局局長。翌年10月，調往南京市，加入蓝衣社，任國民政府鐵道部鐵道隊警察總局局長。 然而，他很快就因密谋刺杀張羣而被免职。1936年3月，晉升陆军中将。
1939年8月，投靠汪精卫，任汪精衛中國国民党中央委员。在上海市出任中央陆军訓練團教育長，年底任武漢綏靖公署上将主任。次年3月，汪精衛政權正式成立，兼任中央政治委员会委员和军事委员会委员。8月，任中央陸軍軍官学校武漢分校教育長。1941年11月，兼任陸軍第29師師長。
次年6月任軍事委員会参謀本部参謀総長，8月任陸軍編練監督。1943年1月，任最高国防会議委員。4月，任陆军部部长。1945年3月兼任湖北省省长兼武漢綏靖公署主任。此外，他还是新国民运动促进委员会委員。
1945年8月日本投降后，被蔣中正重新啟用，擔任国民革命军第7路軍總指揮。然而當年10月，他被指控為汉奸並遭到逮捕。
1947年9月18日，葉蓬在南京被处決，享年51歲。